# 红枝琼楠
红枝琼楠（学名：Beilschmiedia laevis）为樟科琼楠属下的一个种。

## 扩展阅读
- 維基物種上的相關：红枝琼楠